# Joseph Bocher
Pour les articles homonymes, voir Bocher.
Joseph Bocher, né le 7 janvier 1898 à Ploubazlanec et mort le 29 novembre 1973 à Équeurdreville-Hainneville, est un homme politique français.

## Biographie
Officier mécanicien de la marine marchande, syndicaliste et militant socialiste, il est élu conseiller municipal d'Équeurdreville en mai 1925 et le reste jusqu'à son décès. Il participe pendant la Seconde Guerre mondiale à un réseau de résistance.

## Fonctions et mandats
Mandat parlementaire
- 8 décembre 1946 - 7 novembre 1948 : Sénateur de la Manche

Mandat municipal
- 1959 - 1971 : Maire d'Équeurdreville-Hainneville

## Hommages
Sont nommés en son honneur, à Cherbourg-en-Cotentin :
- le stade Joseph Bocher,
- le groupe scolaire Joseph Bocher.